# Portapaz de la Quinta Angustia (Museo Catedralicio de Orense)
El portapaz de la Quinta Angustia es una obra realizada por Juan de Valladolid hacia 1499. Está ubicado en el Museo Catedralicio de Orense (Galicia, España).

## Historia

### Contexto

#### Disputa entre los condes de Lemos y Benavente
El origen del portapaz se halla en la disputa mantenida entre Rodrigo Alonso Pimentel, IV conde de Benavente, y Pedro Álvarez Osorio, I conde de Lemos. Este último convirtió la Catedral de Orense en un elemento de carácter defensivo en su lucha contra Pimentel, quien asedió el templo atacándolo de forma agresiva y causando grandes desperfectos en el ala norte. El conflicto comenzó al parecer en los primeros días del mes de diciembre de 1471, rindiéndose los partidarios de Lemos en la primera semana de enero de 1472, lo que permite calcular la duración del asedio en aproximadamente 30-40 días. Debido a la complejidad de proceder al ataque por la zona sur de la seo, área plagada de viviendas y patios que fungían como murallas añadidas para la defensa del edificio, el conde de Benavente centró su asedio en la zona norte, bastante menos protegida y con más facilidades para iniciar el asalto, pues la casa más próxima debía hallarse a unos 150 metros de la puerta norte. Tal y como consta en los folios 194 a 195 del tomo VIII de Escrituras de la Catedral, dados a conocer por Manuel Martínez Sueiro, el cerco finalizó el 8 de enero de 1472, quedando la catedral en estado ruinoso, sobre todo el frontis norte y la Capilla de San Juan. Pese a la poca duración de la lucha entre ambos condes, esta debió ser encarnizada puesto que más de 80 de las apenas 250 viviendas que había en ese entonces en la ciudad resultaron destruidas o gravemente dañadas.: 87–88 
Son escasos los datos relativos a cómo se procedió a la voladura de la puerta; se cree que la tarea fue encomendada a algún extranjero específicamente contratado para ello, realizándose la labor mediante un túnel excavado hasta la puerta el cual se rellenó con explosivos. El resultado fue una poderosa detonación que no solo derribó la puerta, sino que la práctica totalidad del frontis norte quedó arrasado, motivo por el que los cultos debieron ser trasladados al Convento de San Francisco. Ante la imposibilidad de seguir oponiendo resistencia por parte del conde de Lemos, se procedió al acuerdo de un tratado de paz en virtud del cual se dispuso el matrimonio entre los hijos de ambos nobles y el perdón para todos los miembros de la nobleza que tomaron parte tanto en un bando como en el otro. A su vez, el obispo Diego de Fonseca tuvo que hacerse cargo del acometimiento de las reparaciones de mayor urgencia, labor que llevó a cabo al menos hasta 1484 financiando las obras gracias a donativos de los fieles, las rentas del cabildo (quien no disponía de mucho dinero), la enajenación de mobiliario litúrgico y varios pagos periódicos del conde de Benavente, quien más tarde sería obligado a costear el arreglo de todos los daños provocados por la contienda, incluyendo los desperfectos causados en la Capilla de San Juan (al parecer, la suma total invertida en las reparaciones habría superado la cifra de 800 000 maravedíes). La fachada norte estuvo aproximadamente dos años sin reparar por falta de fondos; las obras debieron prolongarse unos seis años, de lo que se deduce que la duración total de la reforma debió extenderse por espacio de diez años, recuperándose la fachada mediante la disposición de elementos nuevos y reconstruyéndose la Capilla de San Juan en estilo gótico ojival, entonces imperante.: 88 

#### Compensación
Además del compromiso de costear las reparaciones de la fachada y la capilla, debido a que el ataque a lugares sagrados conllevaba en aquella época la pena de excomunión, Pimentel, con el fin de evitar una situación que la sociedad de entonces consideraba extremadamente grave, fue condenado a enviar a la catedral a modo de compensación varios objetos destinados al culto, de los cuales solo se conservan dos: la Cruz Preciosa y el portapaz de la Quinta Angustia. No obstante, inicialmente el conde de Benavente se mostró reacio a sufragar la reforma de la seo, lo que motivó un breve de Roma con fecha del 17 de diciembre de 1480 en el que se amenazaba al noble con la excomunión si persistía en no pagar los arreglos, medida que terminaría surtiendo efecto al poco tiempo. Pese a que las reparaciones fueron financiadas por el conde con relativa prontitud, la entrega de los bienes para el culto se demoró 35 años, produciéndose más de 15 años después de la muerte de Pimentel.: 88 
En la concordia del 10 de noviembre de 1515 se hizo constar la lista de objetos entregados a la seo por parte de Alonso Pimentel y Pacheco, hijo y sucesor de Rodrigo, fallecido en 1499, quien ya dispusiera lo propio en su testamento, donde figura que deseaba reparar los daños causados (aunque en verdad se vio obligado a ello) mediante la entrega de una serie de presentes, todos ellos denominados en dicha concordia como «capilla». Resulta de interés un inventario realizado en 1539 conservado en la primera página del tomo LXXIII del archivo catedralicio, donde se registraron todas las piezas de orfebrería de la catedral con motivo de la visita pastoral efectuada por el obispo Antonio Ramírez de Haro, constando que algunas de ellas lucían las armas del conde de Benavente, lo que permite encuadrarlas en la lista de bienes donados por el noble:: 88 

Dos candeleros de plata dorados labrados de mazonería con las armas del conde de Benavente que pesaron 17 marcos y medio de plata. Falta al uno de ellos en la arandela dos flores de la crestería y abajo en la manzana que tiene de mazonería le falta un medio compás del gollete y al otro falta en la arandela una flor y un remate de un pilar.

Una portapaz dorada con la quinta angustia que falta un remate de un pilar y pesó la dicha portapaz cinco marcos y medio y media onza.

Dos Vinajeras de plata doradas cincelados los cuerpos y pies con las armas del conde de Benavente que pesaron seis marcos menos dos onzas. 

Otra naveta grande con las armas del conde de Benavente con su pie.

Un cáliz de plata dorado grande con su patena dorada hecho de mazonería con las armas del conde de Benavente que pesó seis marcos y cinco reales de plata.

Un caldero de plata con su hisopo que tiene las armas del conde de Benavente que pesó 12 marcos menos 3 onzas. 

Otra cruz dorada de plata con su pie ancho dorado con un crucifijo San Juan y la Magdalena de bulto a los lados con los cuatro evangelistas esmaltados de la otra parte con sus hojas postizas en los brazos y pie y la manzana de mazonería e imagen en la primera linterna que pesó 19 marcos y tres onzas de plata.: 88–89 

Del mismo modo, el portapaz figura en la visita realizada en 1637 por el obispo Juan de Velasco y Acevedo, donde se mencionan otros portapaces, todo ello contenido en la página 5 del tomo DCXIX del archivo catedralicio:

Mas un portapaz rico con las armas del conde de Benavente, más otro portapaz dorado con el descendimiento, más otro portapaz dorado con su San Martín, más otro portapaz dorado con un Cristo, más otro portapaz dorado y esmaltado con un Cristo y las dos Marías que fue del señor Obispo don fray Juan Venido.

Consta a su vez un arreglo efectuado en 1545 y registrado en la página 13 del tomo LXXIII del archivo de la seo:

13 de septiembre del dicho año pagué a Loys de Aguiar platero 30 reales por aderezar la portapaz del conde de Benavente por libranza del señor provisor y Juan Soto.

### Datación y atribución
Aunque documentalmente figura que el portapaz fue entregado a la catedral en 1515, la muerte del conde de Benavente en 1499 sitúa la factura de la pieza en torno a esa fecha; se cree que pudo haber sido encargado poco después del deceso del noble o incluso con anterioridad, pues el escudo que consta en la base, correspondiente al IV conde, parece añadido. Sumado a esto, el estilo del que hace gala la pieza y sus marcas desaconsejan su encuadramiento en una fecha tan tardía como 1515, año en que tradicionalmente los expertos situaban su hechura.: 34–35 
En lo tocante a su autoría, en la obra consta un punzón con el nombre «Juan», mientras que la marca de la localidad que aparece en el portapaz corresponde a Valladolid, aunque cabe destacar que dicha marca es inédita. Las letras que circundan el escudo de la villa podrían interpretarse como una abreviatura del nombre de la localidad, aunque el artífice bien podría haber abreviado su propio apellido, lo que llevaría a denominar al artista como Juan de Valladolid o Sandoval si estuviera frustrada la primera línea sobre el escudo. Debido a que esta marca no consta en ninguna otra obra, no se puede situar cronológicamente con certeza, aunque se considera que debió ser empleada en el siglo xv y con anterioridad a la de los marcadores Audinete y FBO. En base a esto, el punzón que acompaña a la marca de la localidad debe leerse «Juan» y el mismo puede identificarse con el autor del portapaz, aunque también podría ser el punzón del marcador, si bien en caso de tratarse del punzón del artífice, sería muy complicado adjudicarle un apellido dado lo común del nombre; se conoce que Pimentel tuvo a su servicio al platero Gonzalo de Medina en 1492, resultando sin embargo desconocida la identidad del Juan que figura en el portapaz y que el conde contrataría eventualmente después,: 34–35  si bien Francisco Javier Montalvo Martín identifica como autores de la pieza a este desconocido Juan y a Diego de Valladolid, marcador activo entre 1500 y 1508, lo que permitiría que la obra se siguiese fechando en torno a 1499, aunque con posterioridad al deceso de Pimentel.: 37–38 

## Descripción
El portapaz está elaborado en plata con dorado no original a excepción de la chapa del reverso del asa. Fundido y cincelado, posee unas medidas de 26 × 13 × 10 cm y alberga marcas en la cara posterior, contando en la sección más baja con un escudo compuesto por cuatro gallardetes ondeantes flanqueados por las letras «d» y «o» sobre la palabra «VAL» y «roel/IVAN».: 34–35  La heráldica del frente se corresponde con la del condado de Benavente y presenta escudo acuartelado: el primer y cuarto cuartel exhiben en campo de gules tres fajas de gules y el segundo y tercero en campo de sinople cinco veneras de plata colocadas en sotuer, destacando bordura componada de Castilla y León y como timbre una corona ducal. La estructura del portapaz posee forma de nicho de retablo y se ornamenta con contrafuertes de tres pisos de columnas decoradas con pináculos y rematadas con otro pináculo de mayores dimensiones que los demás. Por su parte, el paramento contiene una bella crestería con motivos florales y en el frente un gran arco conopial angrelado el cual se corona con un alto florón. En la sección inferior se ubica un gran dosel con las cortinas desplegadas a ambos lados a modo de tienda de campaña y abiertas por dos querubines apoyados en los contrafuertes laterales. Sobre un amplio basamento de tres lados con tracería flamígera calada y el mencionado escudo, se halla un relieve representativo de la Quinta Angustia con una cruz al fondo y dos pequeñas cruces, una a cada lado, con los dos ladrones: Dimas y Gestas. En el reverso la chapa es lisa y contiene un asa ligeramente modulada la cual termina en hoja rizada plana y funge de peana.: 34–35 
El portapaz alberga varios elementos que lo hacen singular, como su gran tamaño y el dosel en forma de tienda de campaña, siendo una de las características que lo distinguen de los demás el efecto de doble portada producido por el arco conopial, muy abundante en la arquitectura del momento. Respecto a la escena de la Quinta Angustia, común en los portapaces de la época, presenta la particularidad de contener tres cruces al fondo, incluyendo a su vez a los dos ladrones, de pequeño tamaño y muy contorsionados. Por su parte, la Virgen aparece cubierta por un amplio manto y sostiene el cuerpo de su hijo sobre su regazo, siendo la imagen mariana magnífica en términos artísticos y dotada de una gran potencia y una sobresaliente composición triangular, mientras que Jesús es mostrado con la anatomía muy marcada, luciendo quebrado y con los brazos retorcidos.: 34–35  La devoción a la Quinta Angustia, entonces muy extendida en Europa, llegó a tierras de Castilla a finales del siglo xiv y su asentamiento en el territorio guarda relación con el arzobispo de Toledo Sancho de Rojas, quien participó en diversas embajadas así como en el Concilio de Constanza. El interés de la reina Isabel I de Castilla por este tema iconográfico provocó la expansión del mismo, lo que explica su presencia en el portapaz ya que se trata de una obra surgida en el ámbito cortesano y castellano.

## Legado
El portapaz de la Quinta Angustia destaca por albergar una serie de características que lo hacen peculiar dentro del arte sacro y por ser la única obra conocida de su autor, pues el punzón presente es único en España y, posiblemente, en el mundo. A su vez, la escena plasmada en la pieza pudo servir de inspiración al Maestro de Sobrado en la elaboración del retablo de la Quinta Angustia (c. 1550-1557), sito en la catedral, pues las similitudes de las imágenes de la Virgen y Jesús sugieren una conexión entre ambas obras. Conservado en una de las vitrinas del Museo Catedralicio junto con otras piezas de orfebrería, el portapaz ha formado parte de varias exposiciones entre finales del siglo xx y comienzos del xxi: Galicia no tempo (Santiago de Compostela, 1991); Reyes y Mecenas. Los Reyes Católicos. Maximiano I y los inicios de la Casa de Austria en España (Toledo, 1992); Hispania-Austria. I Re Cattolici Massimiliano I e gli inizi della Casa d'Austria in Spagna (Innsbruck, 1992); Platería de la época de los Reyes Católicos (Madrid, 1992); Más vale volando (Benavente, 1998); México, España Medieval y el legado de Occidente (México, 2005); y Da terra de Lemos ao Reino de Galicia (Lugo, 2009).: 88 